# Krobia itanyi
Krobia itanyi és una espècie de peix de la família dels cíclids i de l'ordre dels perciformes.

## Morfologia
- Els mascles poden assolir 12,5 cm de longitud total.[4][5]

## Alimentació
Menja crustacis petits i larves d'insectes.

## Hàbitat
És una espècie de clima tropical.

## Distribució geogràfica
Es troba a Sud-amèrica: conca del riu Marowijne (Surinam i Guaiana Francesa).